# 大興縣城隍廟

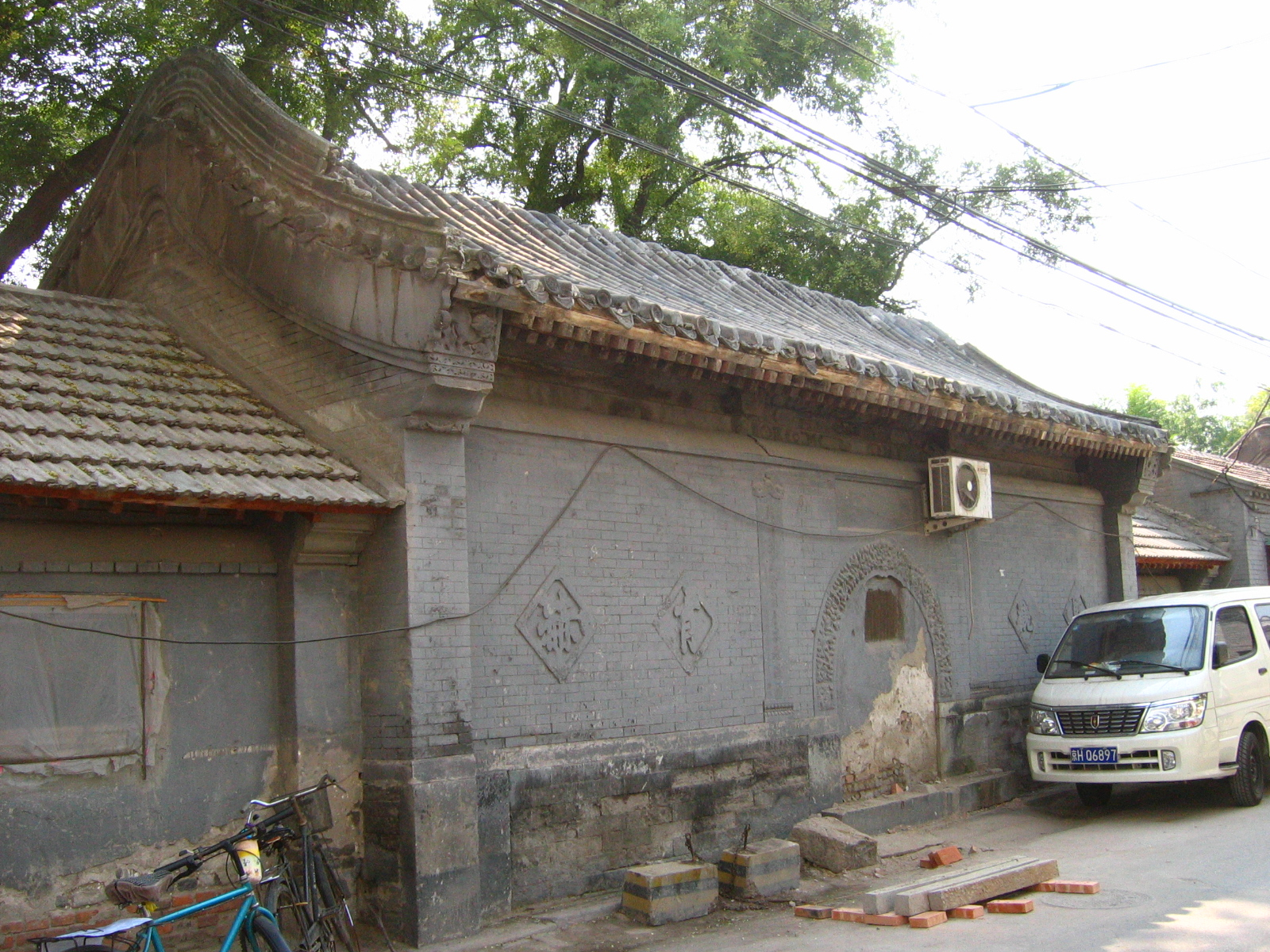
大兴县城隍庙山门

大興縣城隍廟，位于北京市东城区大兴胡同，是顺天府大兴县的城隍庙。

## 简介
大兴县是附郭县，大兴县署设在京城内，无县城。大兴县城隍庙位于大兴胡同中段路南，文丞相胡同西侧，山门朝北开向大兴胡同。南北向的文丞相胡同在此与东西向的大兴胡同形成一个丁字路口。大兴县城隍庙山门对面偏东、大兴胡同北侧正对文丞相胡同是清朝大兴县署旧址。
大兴县城隍庙的山门等建筑保存至今。山门面阔三间，灰筒瓦硬山顶，中央为门道，上方拱券雕有五条龙，门两侧各有一石联：“阳世奸雄违天害理皆由己，阴司报应古往今来放过谁。”落款为“大清同治十一年岁在壬申孟夏恭录”、“邑中后学姜伯麟薰沐敬书”。
清朝同治十一年（1872年）《移建昭显城隍庙碑记》记载，大兴县城隍，自明朝以来一直被供奉在大兴县署头门西壁的一间小屋内。同治九年（1870年）冬，刘永怀集资在大兴县署的“坤方”（西南方）购置一块东西十三丈、南北二十六丈的空地，兴建大兴县城隍庙。同治十一年（1872年）完工。
明清时期，京城习俗有城隍出巡，即大兴县、宛平县的城隍到都城隍庙拜见都城隍。农历五月初一日（一说农历四月二十九日）是大兴县城隍出巡之日。每逢该日，大兴县城隍塑像被放在舆轿上，由八人抬轿。信众许愿后为了还愿，扮成各类角色随行，这角色有的挥扇，有的牵马，还有的扮成罪犯披枷带锁。许下大愿的男人和女人，将双臂伸平，以铁钩穿肉，钩上悬灯，灯下端有红绳连到手指分担重量。清朝竹枝词唱：“可怜多少如花女，爱作披枷带锁人。”又有人扮成衙役、鬼差，鸣锣击鼓。沿途民众送茶水，或者焚香恭迎。
大兴县城隍见完都城隍之后归庙，方才开庙降香。城隍塑像安放之后，许愿者跪在阶下，“由一人唱名说某某人当堂开锁，于是即有人为之开锁去枷，脱去罪衣罪裙，愿心已了，方可安然回家。又对助善人说某某人当堂释放，于是牵马打扇提灯诸人亦有了交代。”整个仪式持续一整天。
清朝末年，步军统领、肃亲王善耆下令禁止城隍出巡。